# Klassiska språk
Som klassiska språk räknas vissa enskilda språk som är oftast utdöda som talspråk men under lång tid fortsatte att användas som (speciellt skriftligt) prestigespråk och lingua franca inom en viss kulturkrets, ofta i kraft av att kulturens religiösa skrifter och/eller filosofiska och vetenskapliga verk med halv-religiös auktoritet är avfattade på språket. Ett klassiskt språk ska också ha en självständig litterär historia. De för nutida kulturer viktigaste klassiska språken är klassisk tamil (framst i södra Indien och Sri Lanka), sanskrit (hinduiska och buddhistiska världen), klassisk kinesiska (konfucianska världen), grekiska, latin och hebreiska (judisk-kristna världen) samt persiska. 
Klassiska språk kan vara livskraftiga och stabila också i dagens läge: hebreiska gick igenom revitaliseringsprocess och tamil har överlevt som ett talspråk genom seklerna.
I svensk utbildning syftar begreppet vanligen på latin, klassisk grekiska och ibland även hebreiska. Det vetenskapliga studiet av dessa språk kallas klassisk filologi..
De klassiska språkens prestige har i de flesta kulturer gradvis urholkats i takt med att en större del av befolkningen blivit läskunnig och det därmed skapats efterfrågan på litteratur på de mer lättillgängliga folkspråken. Sedan 1800-talet har deras funktion som diplomati- och vetenskapsspråk i stort sett övertagits av de olika europeiska imperiernas respektive talspråk, som engelska, franska och spanska.
I Indien kan ett språk få status som ett klassiskt språk om det har rik och självständig litteraturhistoria som anses vara en viktig del av talarnas kulturarv. Sedan 2004 har sex språk blivit nominerade som klassiska: tamil, sanskrit, kannada, telugu, malayalam och oriya..